# Arctic Village
Arctic Village is een plaats (census-designated place) in de Amerikaanse staat Alaska, en valt bestuurlijk gezien onder Yukon-Koyukuk Census Area.

## Demografie
Bij de volkstelling in 2000 werd het aantal inwoners vastgesteld op 152.

## Geografie
Volgens het United States Census Bureau beslaat de plaats een oppervlakte van
180,8 km², waarvan 159,8 km² land en 21,0 km² water.

## Plaatsen in de nabije omgeving
De onderstaande figuur toont nabijgelegen plaatsen in een straal van 176 km rond Arctic Village.